# Aasee (Ibbenbüren)
Der Aasee im Osten der Stadt Ibbenbüren im Tecklenburger Land entstand in den 1970er Jahren im Zuge des Autobahnausbaus der Autobahn 30 als Hochwasserrückhaltebecken und Naherholungsgebiet. Das Befahren mit Segel- und Tretbooten ist möglich, mit Motorbooten nur mit Ausnahmegenehmigung oder im Notfall zu Lebensrettungsmaßnahmen. Schwimmen ist im See nicht erlaubt, jedoch darf der See im Winter bei geeigneter Eisdecke zu Eislaufaktivitäten genutzt werden. Auch das Angeln ist außerhalb der Fischlaichzonen und des Bootshafens für Mitglieder des Angelsportvereins und Inhaber einer Tages- oder Wochenkarte gestattet.

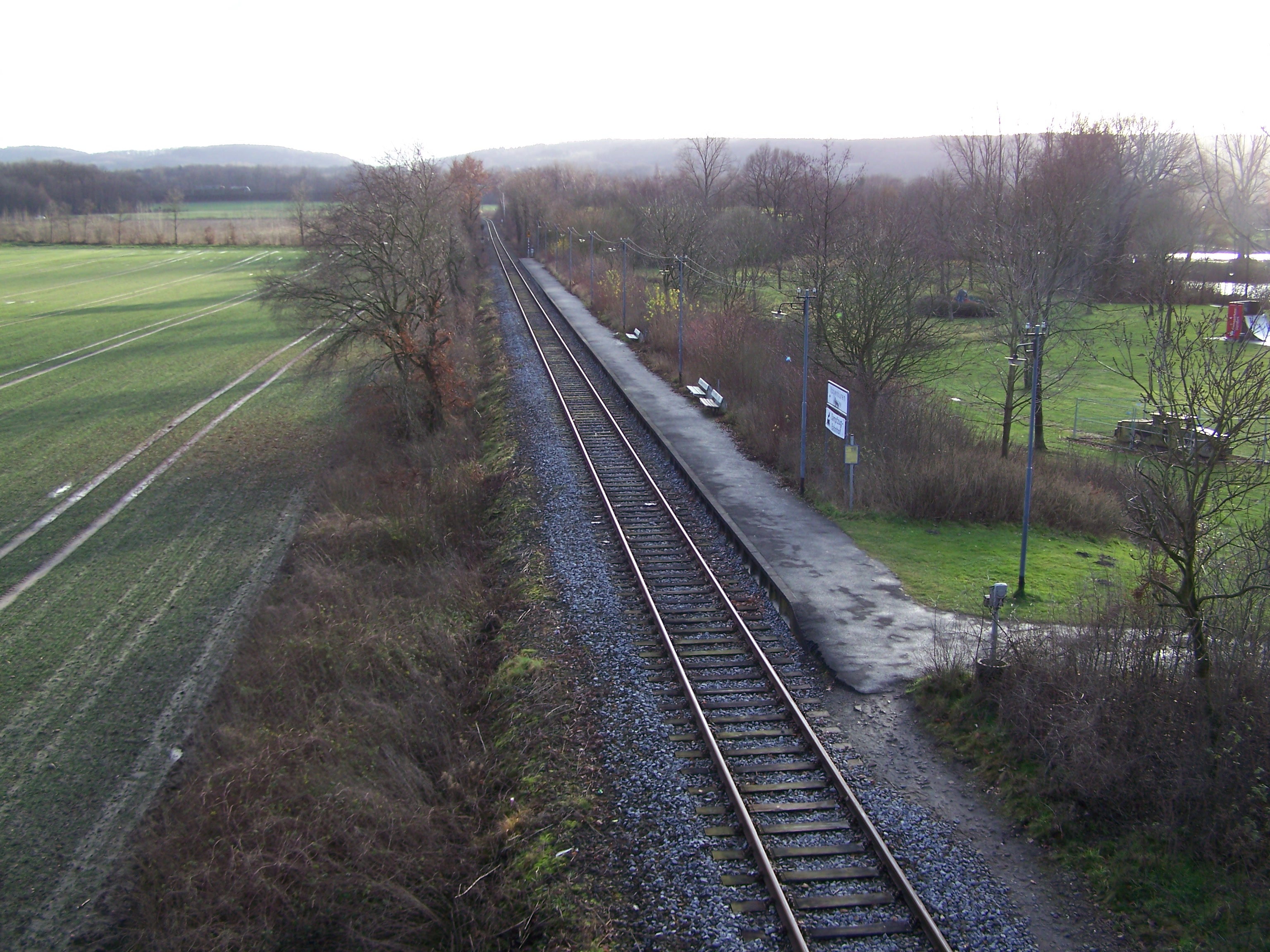
Bahnhof Ibbenbüren-Aasee

Besonderheiten am See sind zum einen ein großer Skatepark im nordöstlichen Ende sowie der „Bahnhof“ der Bahnstrecke Ibbenbüren–Hövelhof, von dem aus in den Sommermonaten Sonderfahrten mit Dampflokomotiven und historischen Waggons nach Bad Laer unternommen werden können.
In den vergangenen Jahren haben besondere Veranstaltungen wie der Aaseelauf oder der Aasee-Splash viele Besucher an den Aasee gelockt. Der Aaseesplash ist ein musikalisch-kulturelles Großereignis, das 2006 zum dritten Mal stattgefunden hat. Bekannte Musiker aus der Region, Flohmärkte und Wettbewerbe aller Kategorien rundeten das Volksfest ab. Darüber hinaus wurde im Bereich des Bootshafens eine Beach-Zone eingerichtet.
Im Jahr 2005 wurde damit begonnen, das obere Becken des Sees zu entschlammen, da sich teilweise regelrechte „Schlamm-Inseln“ in der Mitte des Sees gebildet hatten. Dieser Versuch wurde im Laufe des Jahres 2006 abgebrochen, da die eingesetzte Technologie unzureichend war. 2008 konnte eine auf Nassbaggerarbeiten spezialisierte Firma den über die Jahre angesammelten Schlamm absaugen. Somit besitzt der Ibbenbürener Aasee nun wieder eine Mindesttiefe von 1,5 m.